# Westfalenpokal 2002/03
Der Westfalenpokal 2002/03 (offiziell: Hasseröder-Pokal) war die 22. Austragung des Fußballpokalwettbewerbs der Herren für den Bereich des Fußball- und Leichtathletikverband Westfalen. Am Wettbewerb nahmen insgesamt 64 Vereine teil. Sieger des Endspiels wurde Eintracht Rheine durch einen 2:1-Sieg gegen die Sportfreunde Siegen.

## Achtelfinale
| Datum             |                             | Ergebnis  |                      |
| ----------------- | --------------------------- | --------- | -------------------- |
| 5. November 2002  | VfB Hüls                    | 0:2       | Borussia Dortmund II |
| 6. November 2002  | SG Wattenscheid 09          | 3:1       | Westfalia Herne      |
| 13. November 2002 | SV Ottfingen                | 0:1       | Sportfreunde Siegen  |
| 19. November 2002 | FC Eintracht Rheine         | 5:0       | Hövelhofer SV        |
| 22. November 2002 | VfB Fichte Bielefeld        | 1:0       | FC Gütersloh         |
| 23. November 2002 | SV Kutenhausen-Todtenhausen | 0:3       | TSG Dülmen           |
| 23. November 2002 | SV Lippstadt 08             | 5:3 n. E. | SC Paderborn 07      |
| 3. Dezember 2002  | SF Oestrich                 | 3:2       | SC Neheim            |

## Viertelfinale
| Datum            |                      | Ergebnis  |                     |
| ---------------- | -------------------- | --------- | ------------------- |
| 26. Januar 2003  | TSG Dülmen           | 0:3       | SV Lippstadt 08     |
| 16. Februar 2003 | SF Oestrich          | 1:3       | SG Wattenscheid 09  |
| 23. Februar 2003 | Borussia Dortmund II | 1:2 n. V. | Sportfreunde Siegen |
| 1. März 2003     | VfB Fichte Bielefeld | 1:3       | FC Eintracht Rheine |

## Halbfinale
Das Halbfinale entschied bereits über die Teilnahme am DFB-Pokal 2003/04, da dem FLVW aufgrund seiner Größe zwei Startplätze zugebilligt wurden.
| Datum          |                    | Ergebnis  |                     |
| -------------- | ------------------ | --------- | ------------------- |
| 17. April 2003 | SV Lippstadt 08    | 5:6 n. E. | Sportfreunde Siegen |
| 30. April 2003 | SG Wattenscheid 09 | 2:4 n. E. | FC Eintracht Rheine |

## Finale
| FC Eintracht Rheine                 | FC Eintracht Rheine                                           | Sportfreunde Siegen                                           | Sportfreunde Siegen |
| ----------------------------------- | ------------------------------------------------------------- | ------------------------------------------------------------- | ------------------- |
| FC Eintracht Rheine                 | \| 28. Mai 2003 um 18:30 Uhr in Rheine \| \| Ergebnis: 2:1 \| | \| 28. Mai 2003 um 18:30 Uhr in Rheine \| \| Ergebnis: 2:1 \| | Sportfreunde Siegen |
| 28. Mai 2003 um 18:30 Uhr in Rheine |                                                               |                                                               |                     |
| Ergebnis: 2:1                       |                                                               |                                                               |                     |